# Александр Каррах Макдональд
Александр Каррах Мак Домнайлл (Макдональд в Шотландии, Макдоннел в Ирландии) (ок. 1480—1538) — 5-й вождь шотландского клана Макдональд из Даннивега (1499—1538), сын Джона Катанаха Макдональда (ум. 1499), 4-го вождя клана Макдональд из Даннивега, и Сесилии Савадж.

## Биография
В 1499 году его дед Джон Мор Макдональд, отец Джон Катанах Макдональд и братья Джон Мор, Джон Ог и Дональд Баллок были обвинены в государственной измене и казнены в Эдинбурге. Александр смог спастись и бежал из Шотландии в Ирландию, где он возглавил клан Макдональдов из Даннивега. В 1532 году Александр Макдональд и отряды галлогласов сражались на стороне англичан в Ирландии.
В 1538 году Александр Каррах Макдональд скончался в Стерлинге во время визита к шотландскому королю Якову V Стюарту и был там же похоронен.

## Семья
Александр Макдональд был женат на Кэтрин, дочери Джона Макдональда из Арднамурхана. Их дети:
- Дональд Макдоннел, родился слепым
- Джеймс Макдоннелл (ум. 1565), 6-й вождь клана Макдональд из Даннивега (1538—1565)
- Ангус Макдоннелл, убит во время битвы при Глентаси 2 мая 1565 года
- Колла Макдоннелл (ум. 1558)
- Сорли Бой Макдонелл (ум. 1590)
- Алистер Ог Макдоннелл (убит в 1566)
- Дональд Горм Макдоннелл
- Бриан Ог Макдоннелл
- Ранольд Ог Макдоннелл
- Мив Макдоннелл, жена Гектора Маклина из Колла
- Мэри Макдоннелл, жена Гектора Мора Маклина из Дуарта